# Qalschyr
Der Qalschyr (kasachisch Қалжыр; russisch Кальжи́р Kaldschir) ist ein rechter Nebenfluss des Schwarzen Irtysch (Oberlauf des Irtysch) in Kasachstan.

## Flusslauf
Der Qalschyr bildet den Abfluss des Markakol-Sees in Ostkasachstan. Er verlässt diesen an dessen Westufer. Er fließt anfangs in südwestlicher Richtung, wendet sich später nach Süden. Dabei durchschneidet er mehrere Bergkämme. Der Gebirgszug des Kürschim-Kamms verläuft nördlich des Flusslaufs. Er passiert die beiden gegenüber liegenden Orte Tschernjajewka (rechts) und Schanaaul (links). Schließlich erreicht der Qalschyr die Flussebene des Schwarzen Irtysch östlich des Saissansees und spaltet sich in zwei Hauptarme aus. An der Mündung des Qalschyr in den Schwarzen Irtysch liegen die Orte Ust-Qalschyr (am rechten Flussufer) und Boran (am linken Ufer).
Der Qalschyr hat eine Länge von 122 km. Sein mittlerer Abfluss 29 km oberhalb der Mündung beträgt 20 m³/s. Das Einzugsgebiet umfasst 3200 km².